# North American Soccer League 1982
Il 1982, anno del 15º campionato NASL, segnò l'inizio del declino della Lega nordamericana che, di lì a due stagioni, chiuse i battenti. Le prime avvisaglie si ebbero con la brusca riduzione di squadre partecipanti, molte delle quali trovarono più redditizio partecipare al campionato indoor, che si svolgeva a cavallo delle stagioni NASL. Rispetto alla stagione 1981 il campionato presentò 7 squadre in meno, 6 per abbandono, una per fusione: ad abbandonare furono le squadre di Atlanta, Washington D.C., Minneapolis (Minnesota Kicks), Los Angeles, Anaheim (California Surf) e Calgary, mentre Dallas fu assorbita dai Tampa Bay Rowdies.
I campioni furono, per la quinta e ultima volta della loro storia (e della storia della NASL), i New York Cosmos.

## Formula
Visto il numero ridotto di squadre (14) esse vennero ripartite in tre divisioni, due di fatto orientali, anche se formalmente distinte in orientale e meridionale, e una occidentale, comprendente tutte le squadre del Pacifico. Furono previsti solo due turni intermedi prima della finale per il titolo:
- Quarti di finale: da disputarsi tra le otto migliori piazzate della regular season: le quattro squadre con il miglior punteggio incontrarono le altre quattro con il peggior punteggio in ordine inverso..
- Semifinali: da disputarsi tra i vincitori dei quarti, sempre seguendo il criterio di prima scelta alla squadra con il punteggio più alto in regular season. Entrambi i turni si disputarono con il meccanismo delle due partite su tre con diritto per la miglior piazzata durante la regular season di giocare in casa la prima e la eventuale terza gara di spareggio.
- Soccer Bowl (finale per il titolo). Da disputarsi tra le due vincitrici le semifinali in gara unica in campo neutro a San Diego.

## Punteggio
- 6 punti per la vittoria;
- 0 punti per la sconfitta;
- 4 punto per la vittoria dopo gli shootout
- 1 punto supplementare per ogni goal segnato durante un incontro, fino a un massimo di 3

## Squadre partecipanti
- Eastern Division: Chicago Sting, Montréal Manic, New York Cosmos, Toronto Blizzard
- Southern Division: Fort Lauderdale Strikers, Jacksonville Tea Men, Tampa Bay Rowdies, Tulsa Roughnecks
- Western Division: Edmonton Drillers, Portland Timbers, San Diego Sockers, San Jose Earthquakes, Seattle Sounders, Vancouver Whitecaps

## Classifiche

### Regular Season

#### Eastern Division
|  | Squadra  | V  | P  | GF | GS | PT  |
|  | -------- | -- | -- | -- | -- | --- |
|  | New York | 23 | 9  | 73 | 52 | 203 |
|  | Montréal | 19 | 13 | 60 | 43 | 159 |
|  | Toronto  | 17 | 15 | 64 | 47 | 151 |
|  | Chicago  | 13 | 19 | 56 | 67 | 129 |

#### Southern Division
|  | Squadra        | V  | P  | GF | GS | PT  |
|  | -------------- | -- | -- | -- | -- | --- |
|  | Ft. Lauderdale | 18 | 14 | 64 | 74 | 163 |
|  | Tulsa          | 16 | 16 | 69 | 57 | 151 |
|  | Tampa Bay      | 12 | 20 | 47 | 77 | 112 |
|  | Jacksonville   | 11 | 21 | 41 | 71 | 105 |

#### Western Division
|  | Squadra   | V  | P  | GF | GS | PT  |
|  | --------- | -- | -- | -- | -- | --- |
|  | Seattle   | 18 | 14 | 72 | 48 | 166 |
|  | San Diego | 19 | 13 | 71 | 54 | 162 |
|  | Vancouver | 20 | 12 | 58 | 48 | 160 |
|  | Portland  | 14 | 18 | 49 | 44 | 122 |
|  | San Jose  | 13 | 19 | 47 | 62 | 114 |
|  | Edmonton  | 11 | 21 | 38 | 65 | 93  |

### Quarti di finale
|                   |   |                         | Gara 1 | Gara 2 | Gara 3 |                                   |
| New York Cosmos   | - | Tulsa Roughnecks        | 5 - 0  | 0 - 1  | 1 - 0  | 25 e 28 agosto, 1º settembre 1982 |
| Seattle Sounders  | - | Toronto Blizzard        | 4 - 2  | 1 - 2  | 4 - 2  | 25 e 28 agosto, 1º settembre 1982 |
| Montréal Manic    | - | Ft. Lauderdale Strikers | 3 - 2  | 0 - 1  | 1 - 4  | 25 e 28 agosto, 1º settembre 1982 |
| San Diego Sockers | - | Vancouver Whitecaps     | 5 - 1  | 0 - 1  | 2 - 1  | 25 e 28 agosto, 1º settembre 1982 |

### Semifinali
|                  |   |                         | Gara 1 | Gara 2 | Gara 3 |                          |
| New York Cosmos  | - | San Diego Sockers       | 2 - 1  | 2 - 1  |        | 5 e 8 settembre 1982     |
| Seattle Sounders | - | Ft. Lauderdale Strikers | 2 - 0  | 3 - 4  | 1 - 0  | 4, 8 e 10 settembre 1982 |

### Finale (Soccer Bowl '82)
| 18 settembre 1982 | New York Cosmos | 1 – 0 | Seattle Sounders | San Diego, Jack Murphy Stadium |
| 18 settembre 1982 |                 |       |                  | San Diego, Jack Murphy Stadium |